# EBRC Jaguar
El EBRC Jaguar (francés: Engin Blindé de Reconnaissance et de Combat Jaguar) es un vehículo blindado de reconocimiento y combate francés que sustituirá al VCAC (VAB equipados con misiles HOT) del ejército francés, AMX-10 RC, y Vehículos de fuego de apoyo y reconocimiento ERC-90 Sagaie.

## Historia
Según el Libro Blanco de Defensa 2020 del ejército francés, planea retirar sus vehículos AMX-10 RC y ERC-90 Sagaie a partir de 2020, y reemplazarlos con hasta 250 ejemplos de un nuevo vehículo blindado de reconocimiento. Se formó un consorcio de Nexter, Thales y Renault Trucks Defense para desarrollar y producir el nuevo vehículo. El mismo consorcio también construye el vehículo blindado multifunción VBMR Griffon para el ejército francés, que comparte el 70% de sus componentes con el EBRC Jaguar.
El 6 de diciembre de 2014, el ministro de Defensa francés, Jean-Yves Le Drian, anunció que las entregas comenzarían en 2020 y se ordenó un primer tramo de 20 Jaguars y 319 Griffons en abril de 2017. Un segundo tramo para 271 Griffons y 42 Jaguars se ordenó el 24 de septiembre de 2020. En total, el ejército francés planea comprar 1.872 Griffons y 300 Jaguars. 

## Diseño
El consorcio que construye el “Griffon” y el “Jaguar” tiene la obligación contractual de mantener el precio por Jaguar por debajo de 1 millón de euros, por lo que los vehículos se basan en un chasis de camión comercial todo terreno 6×6 y utilizan motores de camión comercial estándar. Los motores se han adaptado para utilizar una gama más amplia de combustible. El Jaguar tiene un sistema de sobrepresión para mantener una sobrepresión constante en el compartimento blindado de tropas para protegerlo contra amenazas químicas, biológicas y radiológicas. Para el servicio en climas cálidos, el Jaguar está equipado con aire acondicionado.
El vehículo está construido con protección de blindaje STANAG 4569 Nivel 4, lo que le brinda defensa contra rondas perforantes de 14,5×114 mm, astillas de proyectil de artillería de 155 mm y explosiones de minas de 10 kg (22 lb). Las defensas electrónicas incluyen el dispositivo de interferencia activa Thales Group Barage para contrarrestar los IED, dos conjuntos de sistemas de alerta de misiles Antares, un sistema de bloqueo activo TDA Armements y un localizador de disparos Metravib Pilar V montado en el techo.
El arma principal del Jaguar, montada en una torreta de dos hombres, es el cañón CTA International CT40 que dispara municiones telescópicas de caja de 40 mm con una velocidad de disparo de 200 rondas por minuto y un alcance efectivo máximo de 1.500 metros. Dos misiles guiados antitanque MMP están instalados en el lanzador de torreta con dos recargas almacenadas en el interior. También lleva una ametralladora a control remoto de 7,62 mm montada en la parte superior de la torreta y ocho granadas de humo. El Jaguar puede levantar su cañón 45 ° hacia arriba, lo que le permite disparar contra objetivos aéreos.

Vistas del EBRC Jaguar
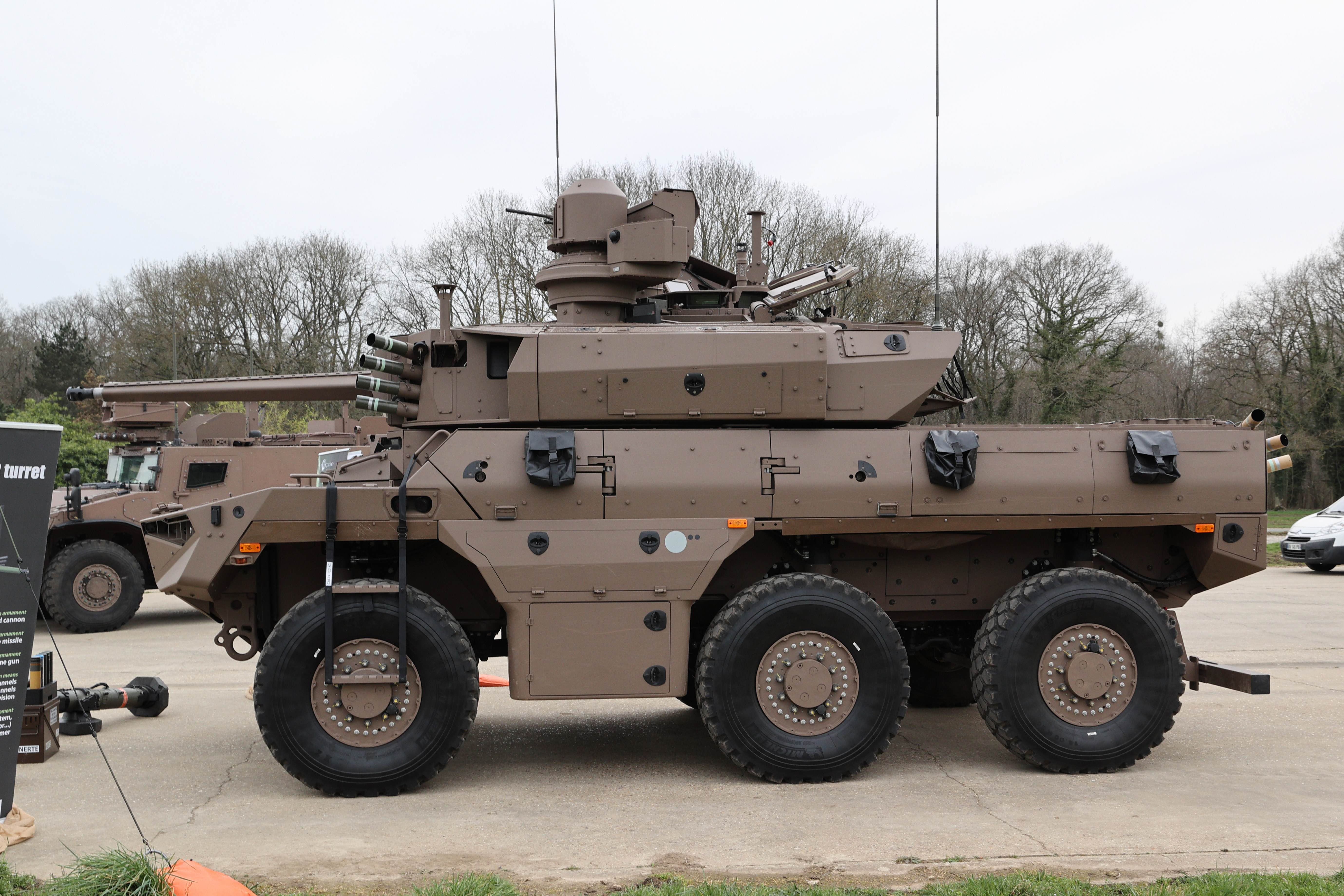
Vista lateral izquierdo
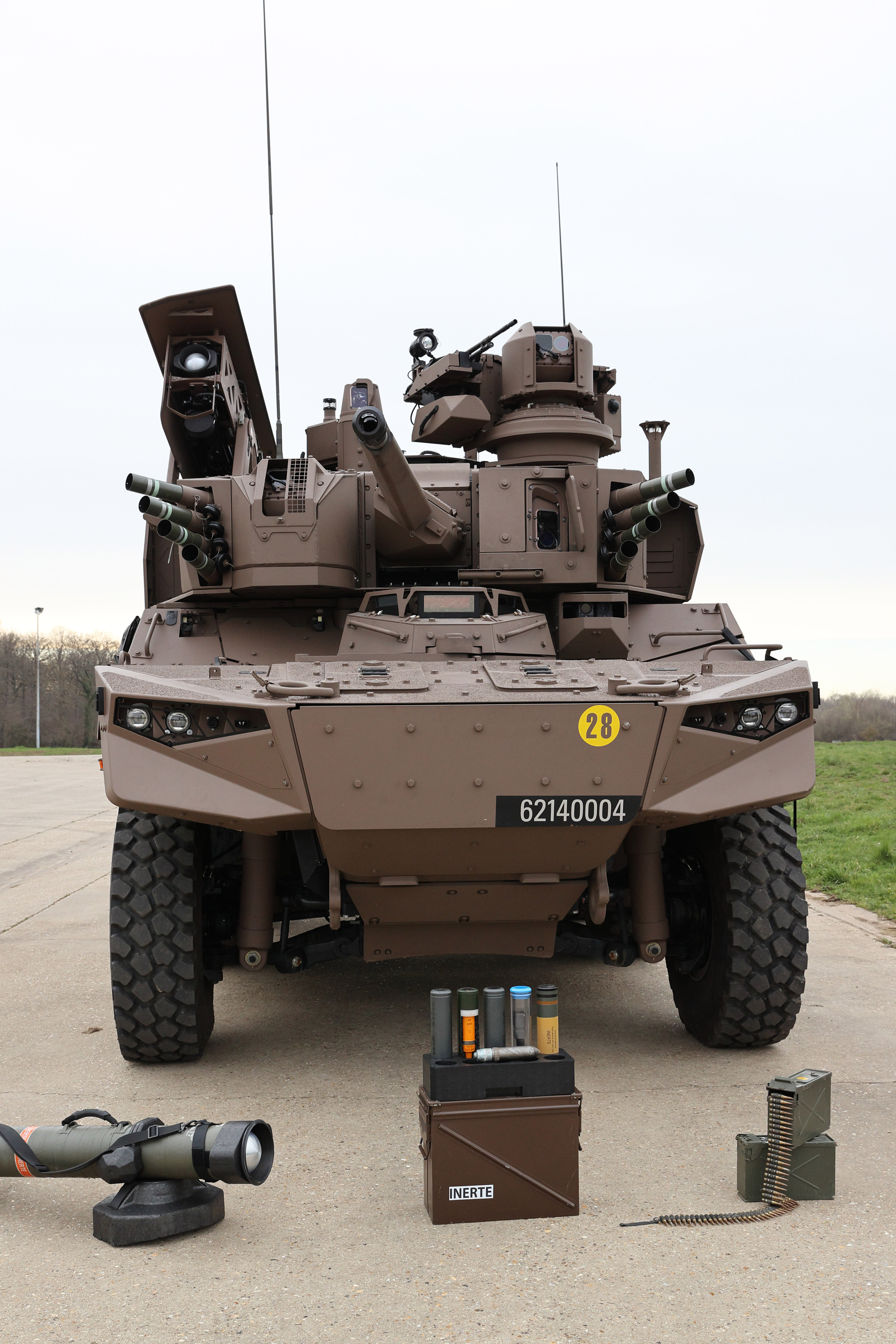
Vista frontal
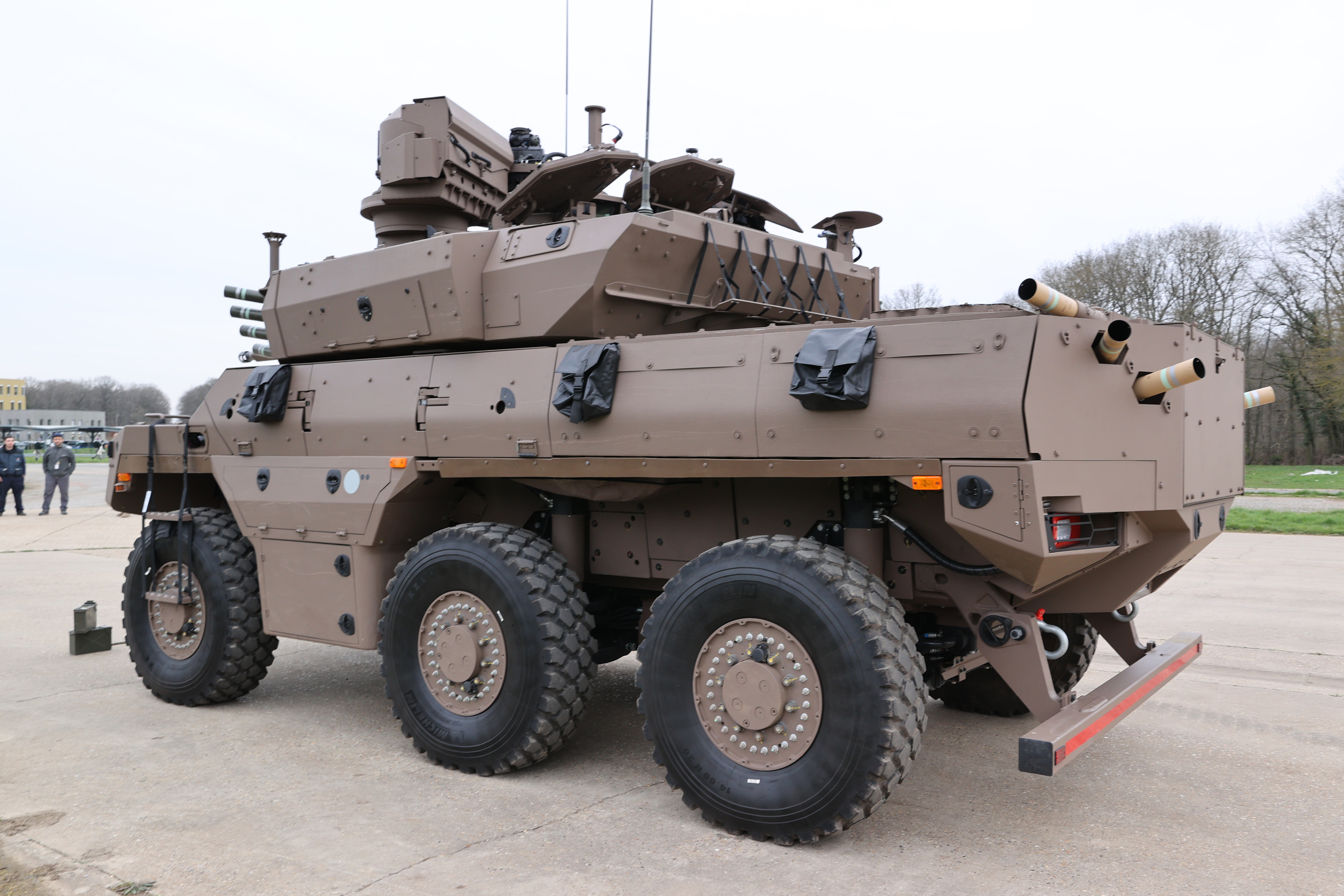
Vista lateral derecho

## Exportaciones

### Bélgica
El 22 de junio de 2017, el gabinete belga aprobó un plan para comprar 60 Jaguars y 417 Griffons por un costo de 1.100 millones de euros. Estos vehículos reemplazarán a los vehículos blindados de transporte de personal Piranha IIIC del ejército belga, los vehículos de reconocimiento Pandur I y los vehículos de movilidad de infantería Dingo 2. El acuerdo incluye piezas de repuesto y equipo de comunicaciones seguro, y se prevé que las entregas comiencen en 2025.

### Marruecos
El 18 de agosto de 2018 , Abdeltif Loudiyi ministro delegado de la seguridad del reino de Marruecos , aprobó la licitación del ejército de Tierra de Marruecos para sustituir sus cazacarros más antiguos como el Panhard AML y los AMX-10 RC más antiguos por el EBRC Jaguar.